# IndiGo
IndiGo — індуська приватна бюджетна авіакомпанія, базується в місті Гургаон, в однойменному окрузі, штат Харьяна. Здійснює рейси до 22 міст Індії. Її порт приписки — делійський Міжнародний аеропорт Індіри Ґанді. Є лауреатом нагороди «Best Domestic Low Cost Carrier» («Найкращий внутрішній бюджетний авіаперевізник») в Індії за 2008 рік.

## Історія
IndiGo здійснила перші рейси 4 серпня 2006 року із Делі в Імпхал через Ґувахаті. Власниками компанії є InterGlobe Enterprises. Перший Airbus A320-200 був доставлений 28 липня 2006 року — всього до кінця 2006 року було отримано ще шість літаків. Ще дев'ять було отримано у 2007 році. Авіакомпанія взяла в оренду 3 стоянки для літаків в аеропортах Делі і Бомбея.
У 2010 році IndiGo в честь свого 4-річчя змінила форму екіпажів літаків.

## Міжнародні перевезення
IndiGo, згідно індійського законодавства, може здійснювати міжнародні перевезення тільки після п'яти років роботи на внутрішньому ринку, тобто в кращому випадку у серпні 2011 року.
Перевізник планує здійснювати польоти до країн Асоціації регіональної співпраці Південної Азії, АСЕАН і Південно-Західної Азії.

## Пункти призначення
На вересень 2010 року IndiGo виконує рейси до таких міст Індії:

### Азія

#### Південна Азія
Індія
- Андхра-Прадеш
  - Хайдарабад — Хайдарабад (аеропорт)
- Ассам
  - Ґувахаті — Lokpriya Gopinath Bordoloi International Airport
  - Дибругарх — Mohanbari Airport
- Біхар
  - Патна — Lok Nayak Jayaprakash Airport
- Делі
  - Міжнародний аеропорт Індіри Ґанді хаб
- Гоа
  - Васко-да-Гама — Даболім
- Гуджарат
  - Ахмедабад — Міжнародний аеропорт імені Сардара Валлаббхай Патела
  - Вадодара — Vadodara Airport
- Джамму та Кашмір
  - Джамму — Satwari Airport
  - Срінагар — Sheikh ul Alam Airport
- Карнатака
  - Бенгалуру — Бангалор
- Керала
  - Кочі — Кочін
- Махараштра
  - Мумбаї — Міжнародний аеропорт імені Чатрапаті Шіваджі хаб
  - Наґпур — Dr. Babasaheb Ambedkar International Airport
  - Пуне — Пуне
- Маніпур
  - Імпхал — Tulihal Airport
- Орісса
  - Бхубанешвар — Biju Patnaik Airport
- Раджастхан
  - Джайпур — Jaipur Airport
- Тамілнаду
  - Ченнаї — Ченнай
- Тріпура
  - Агартала — Singerbhil Airport
- Уттар-Прадеш
  - Лакхнау — Amausi Airport
- Західна Бенгалія
  - Колката — Netaji Subhash Chandra Bose International Airport Hub

## Флот

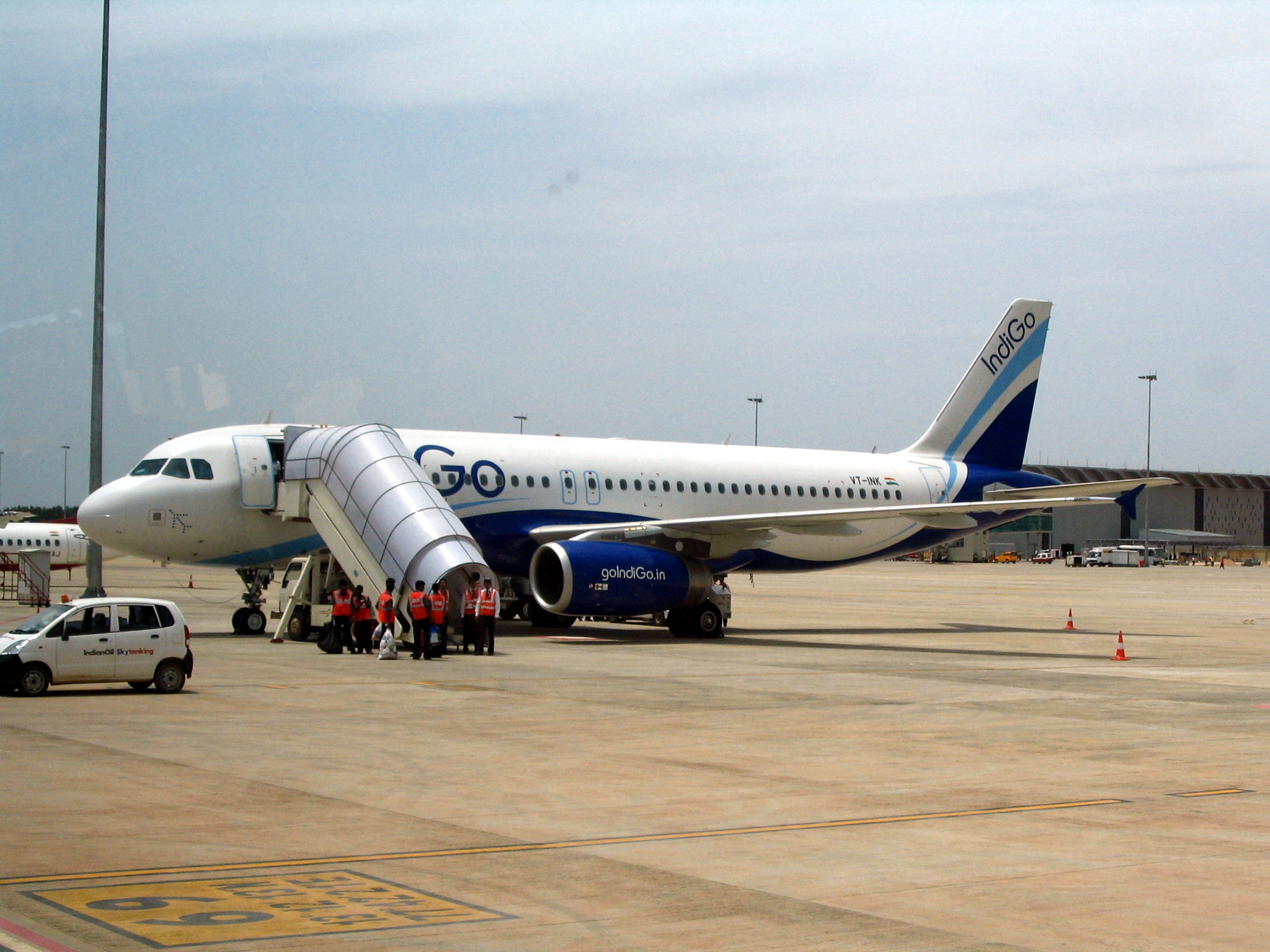
Airbus A320-200 IndiGo в аеропорту Бангалора

Як правило, компанія закуповує нові літаки. Середній вік літаків складає 5,2 років. Станом на листопад 2016 року в IndiGo експлуатують такі літаки:

### Замовлення літаків

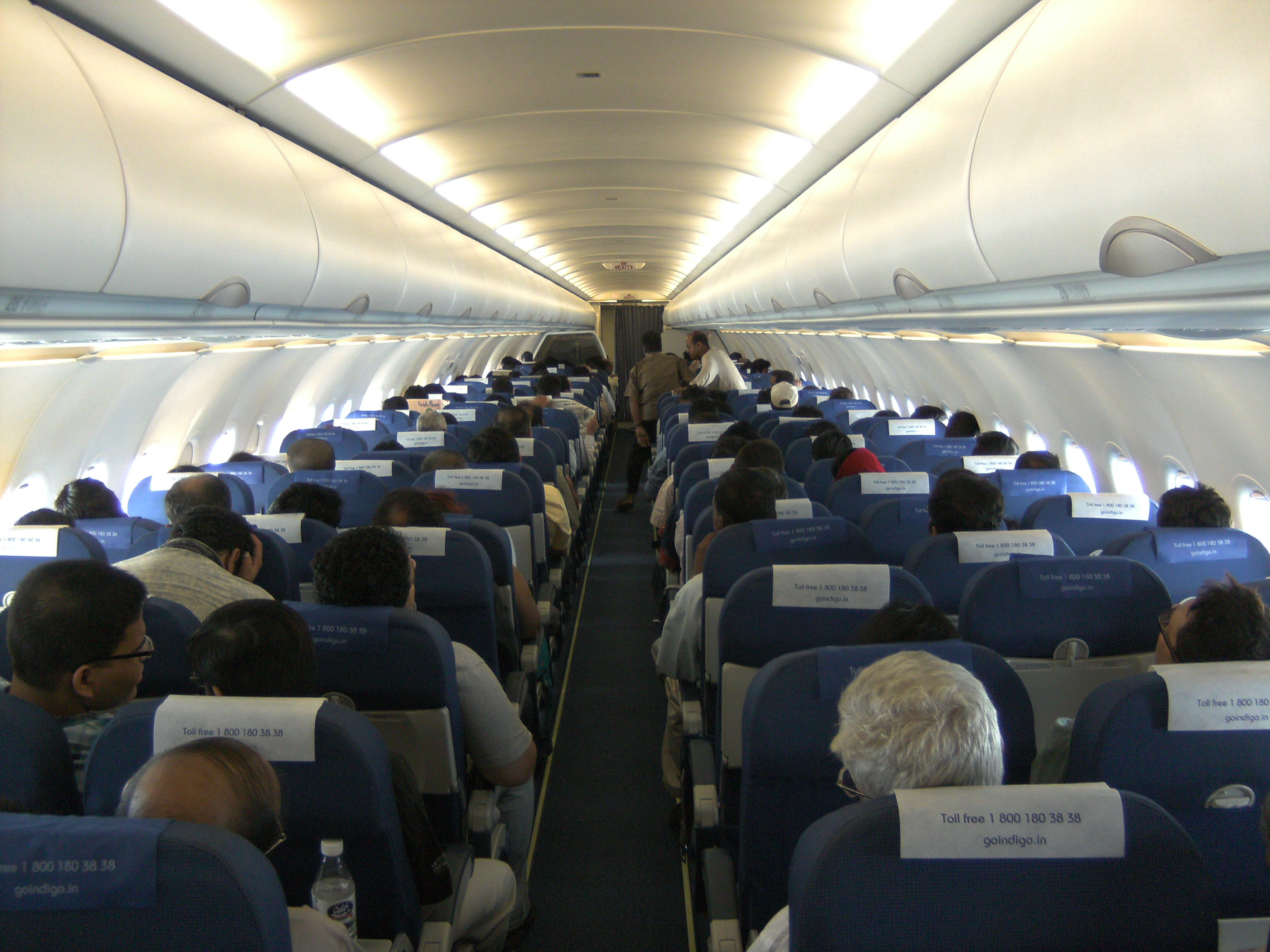
Інтер'єр A320 IndiGo

IndiGo здійснила замовлення на сто літаків сімейства Airbus A320 під час Паризького авіашоу 2005 року. Загальна сума замовлення оцінюється в 6 млрд доларів США — це один з найбільших замовлень, зроблених неміжнародною авіакомпанією під час цих авіасалонів.
Перевізник поставив мету з'єднати 30 міст Індії до кінця 2010 року використовуючи 40 літаків A320. Авіакомпанія отримає всі сто літаків до 2015—2016 років. Індійський уряд «в принципі» схвалило план авіакомпанії з імпорту літаків.
IndiGo має плани закупити ще 150 літаків до 2025 року.

## Бортове обслуговування

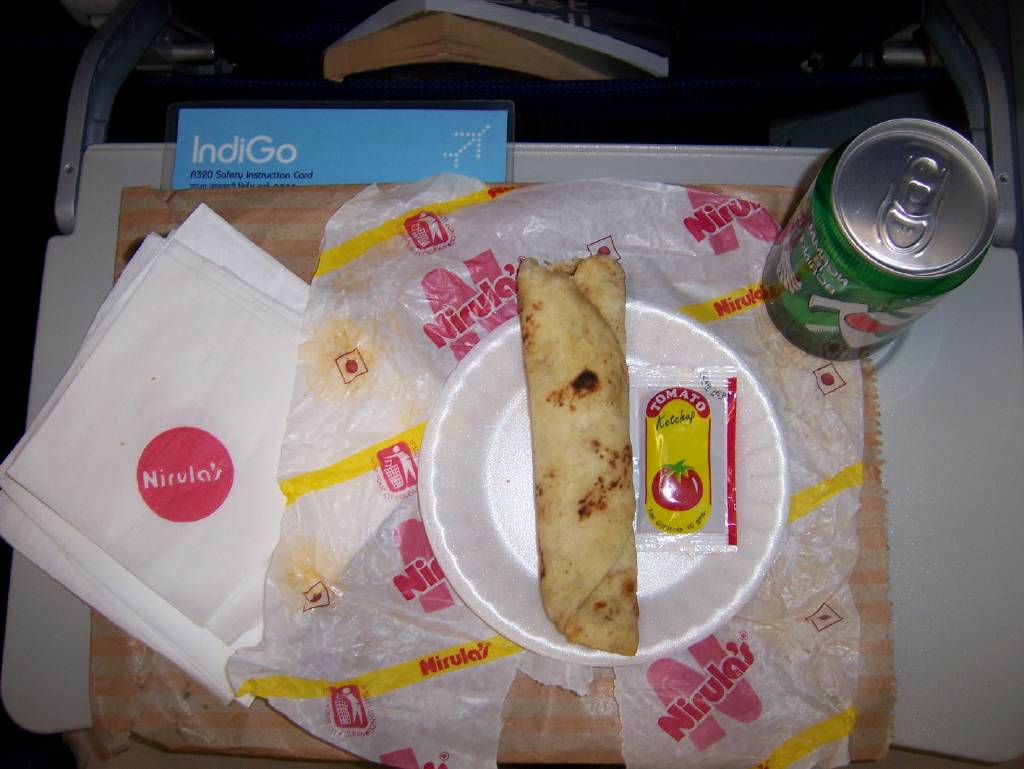
М'ясний рулет із баранини (45 рупій — приблизно один долар США) і банка 7UP за 25 рупій на борту літака IndiGo

Будучи бюджетною авіакомпанією, IndiGo не пропонує своїм пасажирам повний спектр обслуговування. Проте, на борту можна купити сендвічі, кондитерські вироби, горішки, газовані напої і мінеральну воду. Очищена питна вода надається безкоштовно.